# Essex
Pour les articles homonymes, voir Essex (homonymie) et Comté d'Essex.
L'Essex (prononcé en anglais : [ˈɛsɪks]) est un comté cérémoniel et non métropolitain d'Angleterre. Il est l'un des Home Counties situés au nord-est de Londres.

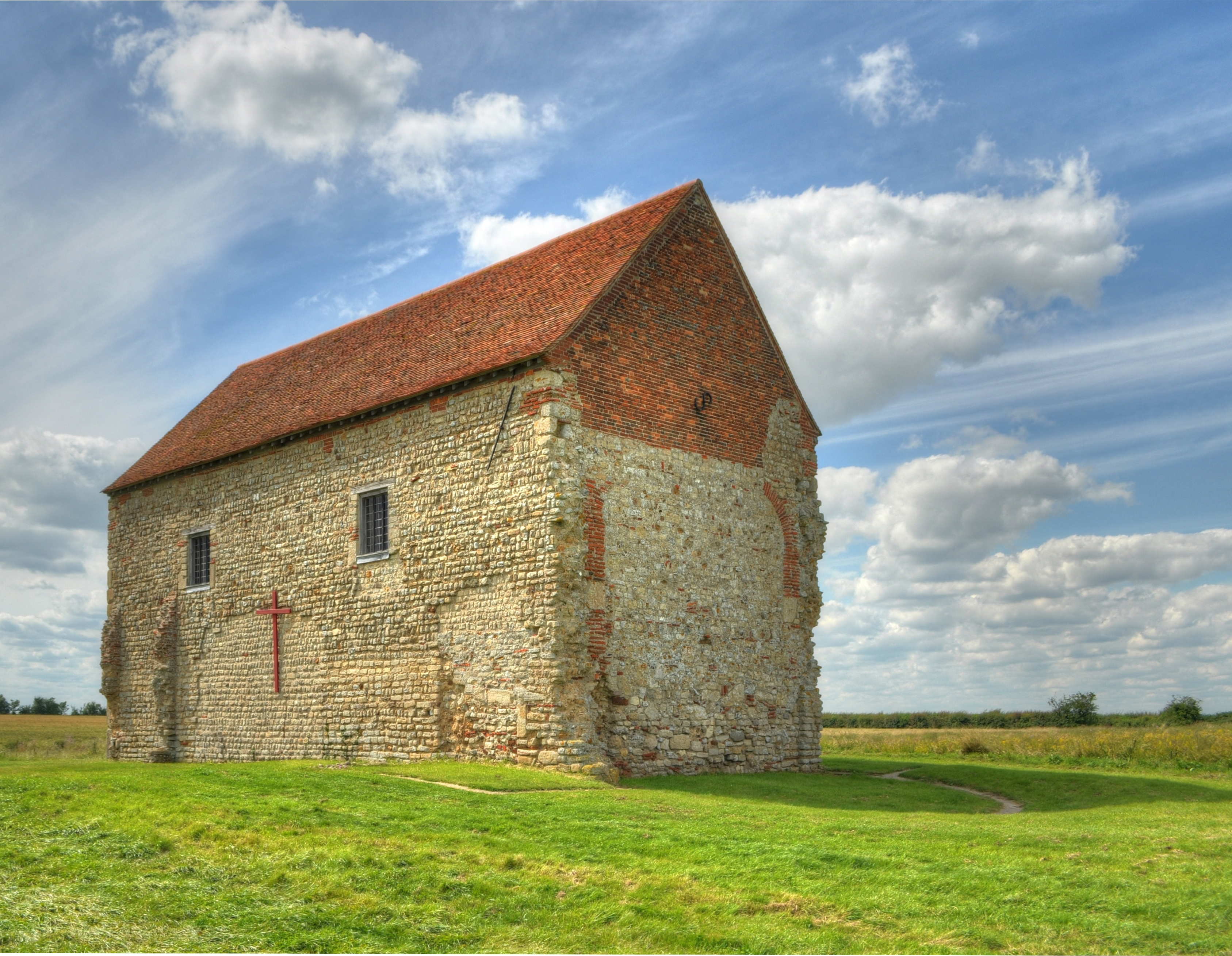
Chapelle Saint-Pierre, Bradwell. Fondée par St Cedd, saint patron de l'Essex vers 662, construite sur le site du fort romain abandonné d'Othona.

Il est bordé par le Suffolk et le Cambridgeshire au nord, le Hertfordshire à l'ouest, le Kent et l'estuaire de la Tamise au sud et le Grand Londres au sud-ouest. Le conseil de comté d'Essex est la principale autorité locale pour une grande partie du comté, avec les douze conseils de districts. Le chef-lieu du comté est Chelmsford. L'Essex est également une région du deuxième niveau de la nomenclature d'unités territoriales statistiques. Il est le plus méridional des six comtés de l'Angleterre de l'Est — une région de premier niveau.

## Histoire
À l'origine son nom dérive du royaume des Saxons de l'est, ou Essex. Le royaume d'Essex était un des sept royaumes de l'Heptarchie anglo-saxonne du VIe siècle.  Il devint parti du royaume d'Angleterre en 825. Le comté moderne occupe la portion orientale du royaume ancien. 
Après l'arrivée des Normands, la forêt d'Essex a été établie en tant que forêt royale; cependant, il est important de noter qu'à cette époque, le terme était un terme juridique. Il y avait une faible corrélation entre la superficie couverte par la forêt d'Essex (la grande majorité du comté) et la superficie beaucoup plus petite couverte par les bois. Une analyse des Retours des Domesday pour l'Essex a montré que la forêt d'Essex était principalement des terres agricoles et que le comté dans son ensemble était en 1086 boisé à 20%.
La ville de Colchester, dans le nord-est du comté, est la plus vieille ville de Grande-Bretagne, datant d'avant de la conquête romaine, époque à laquelle elle est connue sous le nom de Camulodunum.
Le manoir de Cassiobury à Watford, construit au XVIIe siècle, devint la demeure des comtes d’Essex.
Parmi ses habitants célèbres, on peut citer William Gilbert, Gustav Holst et William Morris.

## Géographie
Les districts londoniens de Barking et Dagenham, Havering, Newham, Redbridge et Waltham Forest étaient rattachés à l'Essex jusqu’en 1965. La plus grande partie du sud-ouest est aujourd'hui englobée dans la banlieue de Londres.
Les villes principales de l'Essex (plus de 30 000 habitants) sont : 
- Basildon,
- Billericay,
- Braintree,
- Brentwood,
- Chelmsford (capitale),
- Clacton-on-Sea,
- Colchester,
- Harlow,
- Loughton,
- Rayleigh,
- Southend-on-Sea,
- Thurrock,
- Wickford,
- Witham.

Il existe un territoire autoproclamé en mer, au large de ce comté, appelé Principauté de Sealand. Il n'est pas officiellement reconnu par le gouvernement britannique. Il fait partie de ce comté.

## Subdivisions

Carte des subdivisions de l'Essex.

L'Essex est subdivisé en douze districts et deux autorités unitaires.
| No | Nom                    | Chef-lieu       | Superficie (km2) | Population (est. 2011) |
| -- | ---------------------- | --------------- | ---------------- | ---------------------- |
| 1  | Uttlesford             | Saffron Walden  | 641,2            | 80 000                 |
| 2  | Braintree              | Braintree       | 611,7            | 147 500                |
| 3  | Colchester             | Colchester      | 333,2            | 173 600                |
| 4  | Tendring               | Clacton-on-Sea  | 337,6            | 138 100                |
| 5  | Harlow                 | Harlow          | 30,5             | 82 200                 |
| 6  | Epping Forest          | Epping          | 338,9            | 124 900                |
| 7  | Cité de Chelmsford     | Chelmsford      | 342,2            | 168 500                |
| 8  | Maldon                 | Maldon          | 358,8            | 61 700                 |
| 9  | Brentwood              | Brentwood       | 153,1            | 73 800                 |
| 10 | Basildon               | Basildon        | 110,0            | 175 000                |
| 11 | Rochford               | Rochford        | 169,5            | 83 300                 |
| 12 | Castle Point           | Thundersley     | 45,1             | 89 200                 |
| 13 | Southend-on-Sea (A.U.) | Southend-on-Sea | 41,8             | 174 300                |
| 14 | Thurrock (A.U.)        | Thurrock        | 163,4            | 158 300                |

## Politique
L'Essex comprend dix-huit circonscriptions électorales :
| Nom | Nom                              | Nombre d'électeurs (2010) | Député                                  |
| --- | -------------------------------- | ------------------------- | --------------------------------------- |
|     | Basildon and Billericay          | 65 475                    | John Baron (Parti conservateur)         |
|     | Braintree                        | 65 616                    | James Cleverly (Parti conservateur)     |
|     | Brentwood and Ongar              | 68 099                    | Eric Pickles (Parti conservateur)       |
|     | Castle Point                     | 68 065                    | Rebecca Harris (Parti conservateur)     |
|     | Chelmsford                       | 72 835                    | Simon Burns (Parti conservateur)        |
|     | Clacton                          | 69 118                    | Douglas Carswell (UKIP)                 |
|     | Colchester                       | 70 933                    | Will Quince (Parti conservateur)        |
|     | Epping Forest                    | 70 441                    | Eleanor Laing (Parti conservateur)      |
|     | Harlow                           | 67 232                    | Robert Halfon (Parti conservateur)      |
|     | Harwich and North Essex          | 67 715                    | Bernard Jenkin (Parti conservateur)     |
|     | Maldon                           | 72 835                    | John Whittingdale (Parti conservateur)  |
|     | Rayleigh and Wickford            | 71 975                    | Mark Francois (Parti conservateur)      |
|     | Rochford and Southend East       | 69 904                    | James Duddridge (Parti conservateur)    |
|     | Saffron Walden                   | 70 402                    | Alan Haselhurst (Parti conservateur)    |
|     | South Basildon and East Thurrock | 71 425                    | Stephen Metcalfe (Parti conservateur)   |
|     | Southend West                    | 66 508                    | David Amess (Parti conservateur)        |
|     | Thurrock                         | 71 067                    | Jackie Doyle-Price (Parti conservateur) |
|     | Witham                           | 63 839                    | Priti Patel (Parti conservateur)        |

## Sport
- Southend United FC, club de football évoluant en 4e division anglaise (League Two).
- Colchester United FC, club de football évoluant en 4e division anglaise (League Two).
- Braintree Town FC, club de football évoluant en 5e division anglaise (National League).
- Essex County Cricket Club, club de cricket comptant parmi les dix-huit clubs majeurs qui participent aux compétitions nationales anglaises.
- Chelmsford Chieftains, club de hockey sur glace évoluant en NIHL South Division 1.
- Essex Leopards, club de basketball évoluant en English Basketball League.
- Team Essex VC, club de volleyball.

## Lieux d'intérêt
- Église de Greensted, officiellement église Saint-André de Greensted-juxta-Ongar, l'église en bois la plus vieille du monde.
- Chapelle de St Peter-on-the-Wall à Bradwell-on-Sea, une des plus anciennes églises britanniques.
- Château de Hedingham
- Colchester, avec ses murs romains et son château.
- Audley End House, maison historique bâtie sur le site de l'ancienne abbaye de Walden.
- Waltham Abbey avec son église (l'ancienne abbaye).
- Saffron Walden
- Thaxted
- Finchingfield
- Southend-on-Sea, qui possède la jetée la plus longue du monde.
- Sturmer

## Source
- (en) Cet article est partiellement ou en totalité issu de l’article de Wikipédia en anglais intitulé « Essex » (voir la liste des auteurs).